# Kurushima-Kaikyo-broerne
Kurushima-Kaikyo-broerne (Japansk: 来島海峡大橋 Kurushima Kaikyou Oohashi) er en hængebro struktur i Japan som består af tre hængebroer og forbinder øen Oshima med Shikoku. Broerne er en del af Nishiseto motorvejen og blev åbnet i 1999.

## Konstruktion
Bro strukturen består af tre på hinanden følgende hængebroer med totalt seks tårne og fire forankringer.
- Første Kurushima-Kaikyo-bro (来島海峡第一大橋 Kurushima Kaikyou Daiichi Oohashi), hovedspænd 600 meter
- Anden Kurushima-Kaikyo-bro (来島海峡第二大橋 Kurushima Kaikyou Daini Oohashi), hovedspænd 1.020 meter
- Tredje Kurushima-Kaikyo-bro (来島海峡第三大橋 Kurushima Kaikyou Daisan Oohashi), hovedspænd 1.030 meter

34°7′16″N 133°0′3″Ø / 34.12111°N 133.00083°Ø